# Чемпионат СССР по хоккею с мячом 1962/1963
15-й чемпионат СССР по хоккею с мячом проходил с 25 ноября 1962 года по 2 февраля 1963 года. 
В новой формуле проведения чемпионата впервые применён принцип деления команд в предварительном турнире по географическому принципу: были образованы Восточная и Западная группы, в которых прошли двухкруговые турниры с разъездами. Четыре лучшие команды из групп вышли в финальный турнир за 1—8 места, а остальные в серии из двух стыковых матчей с разъездами разыграли места 9—10, 11—12, 13—14 и 15—16.
Сыграно 148 матчей, в них забито 611 мячей.
Чемпионом СССР стала команда «Динамо» (Москва).

## Класс "А"

### Предварительные игры
| М | Западная группа        | 1       | 2       | 3       | 4       | 5       | 6       | 7       | 8       | В | Н | П | Мячи           | О  |
| - | ---------------------- | ------- | ------- | ------- | ------- | ------- | ------- | ------- | ------- | - | - | - | -------------- | -- |
| 1 | «Динамо» (Москва)      |         | 2:3 2:2 | 3:2 4:1 | 4:1 2:2 | 0:1 0:0 | 6:1 3:0 | 3:2 4:1 | 4:0 4:1 | 9 | 3 | 2 | 41 - 17 = + 24 | 21 |
| 2 | «Вымпел» (Калининград) | 2:2 3:2 |         | 2:2 3:1 | 1:0 1:1 | 2:0 3:1 | 1:3 2:1 | 0:2 5:2 | 2:0 2:3 | 8 | 3 | 3 | 29 - 20 = + 9  | 19 |
| 3 | «Фили» (Москва)        | 1:4 2:3 | 1:3 2:2 |         | 4:1 3:1 | 3:0 3:0 | 3:1 1:3 | 5:1 2:1 | 6:4 1:4 | 8 | 1 | 5 | 37 - 28 = + 9  | 17 |
| 4 | «Волга» (Ульяновск)    | 2:2 1:4 | 1:1 0:1 | 1:3 1:4 |         | 3:1 0:2 | 2:3 1:1 | 2:1 1:0 | 4:2 3:1 | 5 | 3 | 6 | 22 - 26 = - 4  | 13 |
| 5 | «Труд» (Красногорск)   | 0:0 1:0 | 1:3 0:2 | 0:3 0:3 | 2:0 1:3 |         | 1:0 1:1 | 1:1 0:0 | 0:0 3:1 | 4 | 5 | 5 | 11 - 17 = - 6  | 13 |
| 6 | «Водник» (Архангельск) | 0:3 1:6 | 1:2 3:1 | 3:1 1:3 | 1:1 3:2 | 1:1 0:1 |         | 2:1 0:3 | 1:4 1:0 | 5 | 2 | 7 | 18 - 29 = - 11 | 12 |
| 7 | «Труд» (Курск)         | 1:4 2:3 | 2:5 2:0 | 1:2 1:5 | 0:1 1:2 | 0:0 1:1 | 3:0 1:2 |         | 1:0 0:0 | 3 | 3 | 8 | 16 - 25 = - 9  | 9  |
| 8 | «Динамо» (Ленинград)   | 1:4 0:4 | 3:2 0:2 | 4:1 4:6 | 1:3 2:4 | 1:3 0:0 | 0:1 4:1 | 0:0 0:1 |         | 3 | 2 | 9 | 20 - 32 = - 12 | 8  |

| М | Восточная группа         | 1        | 2       | 3       | 4       | 5       | 6       | 7       | 8        | В  | Н | П  | Мячи           | О  |
| - | ------------------------ | -------- | ------- | ------- | ------- | ------- | ------- | ------- | -------- | -- | - | -- | -------------- | -- |
| 1 | СКА (Свердловск)         |          | 2:6 1:4 | 6:1 3:1 | 6:1 2:0 | 8:0 2:0 | 9:0 2:1 | 2:1 4:1 | 11:2 5:2 | 12 | 0 | 2  | 63 - 20 = + 43 | 24 |
| 2 | СКА (Хабаровск)          | 4:1 6:2  |         | 2:3 2:1 | 0:0 3:1 | 5:0 2:2 | 1:0 2:5 | 3:0 2:1 | 8:1 7:0  | 10 | 2 | 2  | 47 - 17 = + 30 | 22 |
| 3 | НТЗ (Первоуральск)       | 1:3 1:6  | 1:2 3:2 |         | 5:3 1:2 | 6:0 0:1 | 3:3 1:1 | 5:0 1:1 | 7:0 1:0  | 6  | 3 | 5  | 36 - 24 = + 12 | 15 |
| 4 | «Буревестник» (Алма-Ата) | 0:2 1:6  | 1:3 0:0 | 2:1 3:5 |         | 4:1 1:1 | 1:1 1:1 | 1:0 1:1 | 5:0 1:2  | 4  | 5 | 5  | 22 - 24 = - 2  | 13 |
| 5 | «Локомотив» (Иркутск)    | 0:2 0:8  | 2:2 0:5 | 1:0 0:6 | 1:1 1:4 |         | 2:1 3:4 | 5:3 2:5 | 4:3 7:1  | 5  | 2 | 7  | 28 - 45 = - 17 | 12 |
| 6 | «Шахтёр» (Кемерово)      | 1:2 0:9  | 5:2 0:1 | 1:1 3:3 | 1:1 1:1 | 4:3 1:2 |         | 4:1 2:3 | 0:0 2:3  | 3  | 5 | 6  | 25 - 32 = - 7  | 11 |
| 7 | «Труд» (Красноярск)      | 1:4 1:2  | 1:2 0:3 | 1:1 0:5 | 1:1 0:1 | 5:2 3:5 | 3:2 1:4 |         | 7:1 5:1  | 4  | 2 | 8  | 29 - 34 = - 5  | 10 |
| 8 | «Труд» (Новосибирск)     | 2:5 2:11 | 0:7 1:8 | 0:1 0:7 | 2:1 0:5 | 1:7 3:4 | 3:2 0:0 | 1:5 1:7 |          | 2  | 1 | 11 | 16 - 70 = - 54 | 5  |

В верхних строках таблицы приведены результаты домашних матчей, а в нижних-результаты игр на выезде.

### Финальные игры
| М | За 1-8 места             | 1   | 2   | 3   | 4   | 5   | 6   | 7   | 8   | В | Н | П | Мячи          | О  |
| - | ------------------------ | --- | --- | --- | --- | --- | --- | --- | --- | - | - | - | ------------- | -- |
| 1 | «Динамо» (Москва)        |     | 2:2 | 3:1 | 6:0 | 2:0 | 8:0 | 6:2 | 2:0 | 6 | 1 | 0 | 29 - 5 = + 24 | 13 |
| 2 | СКА (Свердловск)         | 2:2 |     | 2:2 | 5:1 | 2:0 | 1:0 | 3:0 | 3:0 | 5 | 2 | 0 | 18 - 5 = + 13 | 12 |
| 3 | «Вымпел» (Калининград)   | 1:3 | 2:2 |     | 3:2 | 2:1 | 2:2 | 2:1 | 4:0 | 4 | 2 | 1 | 16 - 11 = + 5 | 10 |
| 4 | НТЗ (Первоуральск)       | 0:6 | 1:5 | 2:3 |     | 3:2 | 3:1 | 1:1 | 4:4 | 2 | 2 | 3 | 14 - 22 = - 8 | 6  |
| 5 | СКА (Хабаровск)          | 0:2 | 0:2 | 1:2 | 2:3 |     | 1:0 | 4:0 | 7:0 | 3 | 0 | 4 | 15 - 9 = + 6  | 6  |
| 6 | «Фили» (Москва)          | 0:8 | 0:1 | 2:2 | 1:3 | 0:1 |     | 4:2 | 2:1 | 2 | 1 | 4 | 9 - 18 = - 9  | 5  |
| 7 | «Буревестник» (Алма-Ата) | 2:6 | 0:3 | 1:2 | 1:1 | 0:4 | 2:4 |     | 2:1 | 1 | 1 | 5 | 8 - 21 = - 13 | 3  |
| 8 | «Волга» (Ульяновск)      | 0:2 | 0:3 | 0:4 | 4:4 | 0:7 | 1:2 | 1:2 |     | 0 | 1 | 6 | 6 - 24 = - 18 | 1  |

### Стыковые игры
За 15-16 место: «Динамо» (Ленинград) − «Труд» (Новосибирск) 4:0 − 4:3.
За 13-14 место: «Труд» (Красноярск) − «Труд» (Курск) 2:1 − 6:3.
За 11-12 место: «Водник» (Архангельск) − «Шахтёр» (Кемерово) 4:2 − 1:1.
За 9-10 место: «Локомотив» (Иркутск) − «Труд» (Красногорск) 3:1 − 1:0.

## Сводная таблица чемпионата
| М  | Команда                  | И  | В  | Н | П  | М     | О  |
| -- | ------------------------ | -- | -- | - | -- | ----- | -- |
| 1  | «Динамо» (Москва)        | 21 | 15 | 4 | 2  | 70:22 | 34 |
| 2  | СКА (Свердловск)         | 21 | 17 | 2 | 2  | 81:25 | 36 |
| 3  | «Вымпел» (Калининград)   | 21 | 12 | 5 | 4  | 45:31 | 29 |
| 4  | НТЗ (Первоуральск)       | 21 | 8  | 5 | 8  | 50:46 | 21 |
| 5  | СКА (Хабаровск)          | 21 | 13 | 2 | 6  | 62:26 | 28 |
| 6  | «Фили» (Москва)          | 21 | 10 | 2 | 9  | 46:46 | 22 |
| 7  | «Буревестник» (Алма-Ата) | 21 | 5  | 6 | 10 | 30:45 | 16 |
| 8  | «Волга» (Ульяновск)      | 21 | 5  | 4 | 12 | 28:50 | 14 |
| 9  | «Локомотив» (Иркутск)    | 16 | 7  | 2 | 7  | 32:46 | 16 |
| 10 | «Труд» (Красногорск)     | 16 | 4  | 5 | 7  | 12:21 | 13 |
| 11 | «Водник» (Архангельск)   | 16 | 6  | 3 | 7  | 23:32 | 15 |
| 12 | «Шахтёр» (Кемерово)      | 16 | 3  | 6 | 7  | 28:37 | 12 |
| 13 | «Труд» (Красноярск)      | 16 | 6  | 2 | 8  | 37:38 | 14 |
| 14 | «Труд» (Курск)           | 16 | 3  | 3 | 10 | 20:33 | 9  |
| 15 | «Динамо» (Ленинград)     | 16 | 5  | 2 | 9  | 28:35 | 12 |
| 16 | «Труд» (Новосибирск)     | 16 | 2  | 1 | 13 | 19:78 | 5  |

## Составы команд и авторы забитых мячей
Чемпионы СССР
- 1. «Динамо» (Москва) (16 игроков): Анатолий Мельников (16; −18), Юрий Шальнов (11; −4) — Виталий Данилов (21; 0), Александр Луппов (20; 0), Юрий Афанасьев (21; 0), Альберт Вологжанников (21; 2), Вячеслав Соловьёв (19; 3), Олег Горбунов (18; 2), Дмитрий Морозов (12; 0), Вячеслав Дорофеев (21; 13), Михаил Осинцев (21; 9), Евгений Папугин (21; 30), Геннадий Екимов (16; 5), Валерий Маслов (13; 6). В составе команды выступали также Михаил Ханин (6; 0) и Юрий Подобуев (1; 0).

Серебряные призёры
- 2. СКА (Свердловск) (15 игроков): Юрий Школьный, Леонард Мухаметзянов — Анатолий Голубев (1), Юрий Коротков, Виталий Симонов (1), Виктор Шеховцов, Николай Дураков (27), Олег Катин, Леонид Старцев (2), Валентин Хардин (2), Валентин Атаманычев (21), Юрий Варзин  (16), Александр Измоденов (5), Герман Тарасевич (6). В составе команды выступал также Геннадий Сурков.

Бронзовые призёры
- 3. «Вымпел» (Калининград) (16 игроков): Виктор Громаков, Александр Фомкин — Леонид Касаткин, Владимир Смирнов, Борис Умрихин (1), Юрий Войкин (1), Юрий Вольнов, Сергей Монахов, Юрий Шорин  (14), Борис Бочаров (5), Юрий Киселёв (5), Александр Константинов (6), Евгений Косоруков (4), Юрий Лагош, Михаил Туркин, Юрий Ульянов (9).

- 4. НТЗ (Первоуральск) (16 игроков): Леонид Козлачков, Анатолий Шаклеин — Владимир Дементьев, Герман Дубов (2), Евгений Измоденов (7), Пётр Кадочигов, Иван Кияйкин (10), Вольдемар Май (14), Виктор Минаев (1), Владимир Мозговой, Герман Носов, Леонид Плотников, Анатолий Попков (6), Валентин Рачёв, Валентин Семёнов (4), Станислав Старченко (6).

- 5. СКА (Хабаровск) (16 игроков): Анатолий Лутков (21; -26)— Виктор Аносов (11; 0), Олег Биктогиров (21; 0), Валентин Васильчуков (18; 1), Евгений Герасимов (18; 9), Виктор Гладков (13; 5), Михаил Девишев (21; 9), Л. Кекшин (13; 0), Геннадий Конев (17; 1), Владимир Ордин (20; 8), Юрий Парыгин (20;0), Владислав Помазкин (19; 0), Анатолий Пульков (19; 10), Виктор Рыбин (20; 2), Олег Суставов (2; 1), Анатолий Фролов (19; 16).

- 6. «Фили» (Москва) (19 игроков): Николай Сафран, А. Хомяков, А. Шоринов — Геннадий Волков, Анатолий Вязанкин (6), Семён Горяинов, Алексей Дворов, Юрий Ежов, Игорь Жуков (12), Вячеслав Кострюков (3), Генрих Кривоусов, Константин Крюков (8), Евгений Манкос (1), Владимир Полковников (1), Виталий Мухин, Лев Табаков, Анатолий Сягин (13), Анатолий Филатов, Олег Шварёв (2).

- 7. «Буревестник» (Алма-Ата) (18 игроков): Юрий Жабин, Владимир Стрекалов — Владимир Алёшин, Казбек Байбулов (6), Борис Бутусин, Вячеслав Ильин (1), Борис Казанцев (5), Станислав Квочкин, Олег Мальцев (1), Борис Мартыненко, Юрий Минеев (8), Юрий Новиков (1), Геннадий Печканов (2), Иван Рогачёв (3), Валентин Свердлов, Владимир Таланов (1), Владимир Тупица (2), Юрий Фокин.

- 8. «Волга» (Ульяновск) (16 игроков): Геннадий Борисов (12), Игорь Ивонин (29) — Лев Гаврилов (21; 5), Борис Герасимов (6; 0), Алексей Горин (20; 0), Владимир Ерёмин (20; 0), Юрий Лизавин (20; 5), Георгий Лосев (10; 7), Н. Перфильев (2; 3), Александр Платонов, Олег Плотников (20; 1), Евгений Солдатов (20; 1), Юрий Широков (19; 4). В составе команды также выступали Валерий Егоров, Юрий Назаров и А. Шеромов.

- 9. «Локомотив» (Иркутск) (15 игроков): Геннадий Зотин (6), Александр Титов (8) — Игорь Грек (6; 0), Владимир Ильиных (16; 3), Анатолий Кириллов (12; 0), Владимир Падалкин (6; 0), Геннадий Почебут (14; 3), Иннокентий Протасов (16; 11), Александр Рыбин (16; 7), Владимир Сивоволов (14; 3), Леонид Терёхин (13; 0), Антанас Толжунас (15; 2), Игорь Хандаев (11; 1), Юрий Эдуардов (12; 2), Станислав Эйсбруннер (12; 0).

- 10. «Труд» (Красногорск) (17 игроков): Александр Тареев, Владимир Захаров — Евгений Арутинов, Фёдор Базаев, Борис Варава, Владимир Веселов, Юрий Вишерский, Владимир Голиков, Юрий Голубёнков, Алексей Горьков, Анатолий Журавлёв, Иван Ковалёв (1), Вадим Кузьминский, Виктор Маркин (4), Виталий Мухин, Николай Попов (1), Булат Сатдыков (6).

- 11. «Водник» (Архангельск) (13 игроков): Виктор Антрушин, Виталий Сандул — Владислав Бровин (1), Фёдор Ваенский, Фёдор Зарубин (1), Вячеслав Малахов (4), Леонид Марков (9), Борис Морозов, Николай Парфёнов, Владимир Потапов (5), Валентин Сташевский, Александр Сухондяевский (3), Евгений Юшманов.

- 12. «Шахтёр» (Кемерово) (16 игроков): Юрий Букасов, Виталий Прохоров — Виктор Баянов (11), Евгений Бондаренко (2), Виктор Волохин (2), Лодиар Игнатьев (3), Анатолий Карпунин (5), Юрий Кузнецов (1), Алексей Лазовский, Евгений Лихачев, Владимир Мартынов (1), Иван Рябовалов, Василий Соловьёв (3), Георгий Сусарев, Дмитрий Теплухин, Борис Шумилов.

- 13. «Енисей» (Красноярск) (16 игроков): Владимир Елизаров, Геннадий Зотин — Владимир Артёмов, Анатолий Бочкарёв (14), Борис Бутусин (1), Владимир Вишнневский (1), Владимир Жилионис, Алексей Зорин, Евгений Каштанов (3), Анатолий Круговой, Борис Мартыненко (7), Вячеслав Мовчан, Юрий Непомнющий (7), Валерий Поздняков (3), Анатолий Семёнов, Анатолий Сторожук (1).

- 14. «Труд» (Курск) (14 игроков): Геннадий Андреев — Евгений Базаров (8), Геннадий Дьяков (2), Михаил Евдокимов (1), Геннадий Забелин, Дмитрий Кирсанов (1), Георгий Курдюмов, Юрий Лунин (3), Евгений Магницкий, Виктор Малофеев (1), Владимир Ордынец (3), Виктор Серденко, Николай Фокин, Леонард Щеколенко (1).

- 15. «Динамо» (Ленинград) (14 игроков): Юрий Демченков, В. Дубарев — Виктор Буклимов, Юрий Васильев, Виталий Гарлоев, Евгений Дергачёв (2), Юрий Захаров (2), Владимир Кармушев (4), Анатолий Кулёв (10), Виталий Любимов, Игорь Малахов (1), Анатолий Панин (6), Борис Рундин (1), Юрий Савин (2).

- 16. «Труд» (Новосибирск) (15 игроков): Н. Евдокимов, С. Курлович — Юрий Авлияров, Александр Анищенко, Виктор Анищенко (4), Владимир Борисов (1), Виктор Бурдыгин (1), Юрий Гольцов (6), Борис Петраченко (5), Н. Пивкин, Геннадий Почебут, Леонид Рудомётов (1), Леонид Смирнов (1), И. Спиридонов, Г. Степанищев.

Лучший бомбардир — Евгений Папугин «Динамо» (Москва) — 30 мячей.
По итогам хоккейного сезона определён список 22-х лучших игроков.

## Класс "Б"
Соревнования в классе "Б" прошли в четыре этапа.
1. На первом этапе в декабре 1962 года прошли чемпионаты городов и районов.
2. На втором этапе в январе 1963 года прошли чемпионаты областей, краёв, АССР, Москвы и Ленинграда.
3. На третьем этапе прошли с 15 декабря 1962 года по 21 февраля 1963 года прошли зональные соревнования. В них были допущены 84 команды, участвовали 64 (из них 15 команд из Московской области). Команды были разбиты на 8 зон. В 1-7 зонах были проведены однокруговые турниры.

- Команды первой зоны играли в Уссурийске Приморского края. Победитель «Авангард» (Комсомольск-на-Амуре).
- Команды второй зоны играли в Кемерово. Победитель АТЗ (Кемерово).
- Команды третьей зоны играли в Краснотурьинске. Победитель БАЗ (Краснотурьинск).
- Команды четвёртой зоны играли в Горьком. Победитель «Старт» (Горький).
- Команды пятой зоны играли в Орле. Победитель «Торпедо» (Куйбышев).
- Команды шестой зоны играли в Брянске. Победитель «Труд» (Калинин).
- Команды седьмой зоны играли в Сыктывкаре. Победитель «Балтийский завод» (Ленинград).
- Команды восьмой зоны были разбиты на 3 подгруппы, и провели однокруговые турниры с разъездами. Три победителя затем в однокруговом турнире определили победителя зоны и чемпиона Московской области. Им стала команда «Труд» (Балашиха)

### Финальный турнир XII чемпионата РСФСР
Заключительный, четвёртый этап соревнований состоялся с 21 февраля по 3 марта 1963 года в Куйбышеве. В нём приняли участие 7 победителей зон, и второй призёр второй зоны «Металлист» (Красноярск) вместо отказавшегося от участия в соревнованиях АТЗ (Кемерово).
| М | Команда                           | 1   | 2    | 3   | 4   | 5   | 6   | 7   | 8    | В | Н | П | Мячи           | О  |
| - | --------------------------------- | --- | ---- | --- | --- | --- | --- | --- | ---- | - | - | - | -------------- | -- |
| 1 | «Труд» (Куйбышев)                 |     | 0:2  | 3:2 | 4:1 | 4:0 | 4:1 | 4:1 | 7:2  | 6 | 0 | 1 | 26 - 9 = + 17  | 12 |
| 2 | «Труд» (Горький)                  | 2:0 |      | 5:2 | 3:3 | 2:2 | 1:0 | 2:4 | 10:6 | 4 | 2 | 1 | 25 - 17 = + 8  | 10 |
| 3 | БАЗ (Краснотурьинск)              | 2:3 | 2:5  |     | 2:2 | 4:2 | 4:1 | 2:1 | 9:3  | 4 | 1 | 2 | 25 - 17 = + 8  | 9  |
| 4 | «Балтийский завод» (Ленинград)    | 1:4 | 3:3  | 2:2 |     | 0:0 | 3:1 | 3:3 | 7:0  | 2 | 4 | 1 | 19 - 13 = + 6  | 8  |
| 5 | «Труд» (Балашиха)                 | 0:4 | 2:2  | 2:4 | 0:0 |     | 4:2 | 1:0 | 5:3  | 3 | 2 | 2 | 14 - 15 = - 1  | 6  |
| 6 | «Авангард» (Комсомольск-на-Амуре) | 1:4 | 0:1  | 1:4 | 1:3 | 2:4 |     | 5:3 | 9:4  | 2 | 0 | 5 | 19 - 23 = - 4  | 4  |
| 7 | «Металлист» (Красноярск)          | 1:4 | 4:2  | 1:2 | 3:3 | 0:1 | 3:5 |     | 2:3  | 1 | 1 | 5 | 14 - 20 = - 6  | 3  |
| 8 | «Труд» (Калинин)                  | 2:7 | 6:10 | 3:9 | 0:7 | 3:5 | 4:9 | 3:2 |      | 1 | 0 | 6 | 21 - 49 = - 28 | 2  |

- «Труд» (Куйбышев) (15 игроков): Александр Полюндра (9) — Анатолий Иевлев (7), Ю. Артемьев (9), А. Баталов (9), В. Бондарев (9; 6), Ю. Ванифатов (9; 1), Д. Еремеевский (9), Г. Казаков (9; 7), А. Лобанов (9; 8), Юрий Нуйкин (9), Г. Стародубцев (9; 1), Константин Суетнов (9; 9), Виктор Тюфяков (9; 6), В. Фоменков (9), В. Антонов (8).
- «Труд» (Горький) (13 игроков): Александр Минеев (7), Владимир Синицын (2) — Юрий Андриянов (7; 5), Лев Баскаков (7), А. Никишин (7), Александр Пантелеев (7), Игорь Сытин (7;1), Евгений Фирстанов (7), Виктор Шестеров (7; 5), Валерий Бурлаков (6), Владимир Рыбаков (6; 2), Анатолий Махалов (5), А. Подпилин (4).
- БАЗ (Краснотурьинск) (14 игроков): Г. Андреев (7), В. Мотус (2) — Яков Апельганец (7), Ю. Блохин (7), Анатолий Голоднев (7; 2), А. Зырянов (7), Евгений Кирсанов (7; 6), Николай Киселёв (7; 6), В. Куделькин (7), В. Маханев (7;2), В. Серденко (7; 9), Виктор Черемных (7), Анатолий Щугарев (6), Борис Чехлыстов (4), А. Боев (1).